# Landsberg am Lech
Landsberg am Lech (in bavarese  Landschberg) è un comune della Baviera, nel sud della Germania, di 27 721 abitanti.

## Geografia fisica
È situata sulla celebre Strada romantica, un percorso turistico che segue, in direzione nord-sud, l'asse tra le città di Füssen e Würzburg.

## Storia
La città sorse all'incrocio di due vie romane: la via Claudia e la via del sale, opera del duca di Sassonia Enrico il Leone.
Il nucleo cittadino sorgeva sulla riva destra del fiume Lech, dove si può riconoscere il centro storico. Lo sviluppo della città, comunque continuò fino alla fine del XIX secolo soprattutto sull'altra sponda del fiume (dove si trova oggi gran parte della cittadina, con i quartieri di Katharinenvorstadt, Neuerpfting, Weststadt e Schwaighofsiedlung). Nel 1923 la città acquistò improvvisa notorietà perché nelle sue prigioni, a seguito del putsch di Monaco, fu carcerato Adolf Hitler, che vi scrisse il suo libro autobiografico Mein Kampf. Durante la seconda guerra mondiale vi ebbe sede un complesso di undici sottocampi del campo di concentramento di Dachau. Il 28 maggio 1947 nel cortile della prigione di Landsberg am Lech fu eseguita la sentenza di morte per impiccagione del politico e SS austriaco nazista August Eigruber, condannato per crimini contro l'umanità al primo dei processi di Mauthausen tenutosi a Dachau.
Dopo la parentesi del nazismo e della guerra, la cittadina gode oggi di un'economia fiorente grazie a un'attività dinamica e ben diversificata.

## Monumenti e luoghi d'interesse
Per entrare nel centro storico, si passa sotto la bellissima Bayertor, una porta-torre di origine medievale.
Il cuore della città è certamente l'Hauptplatz (la piazza principale) ove si trovano tre monumenti molto importanti:
- il Rathaus (municipio)
- la fontana Marienbrunnen
- lo Schmalzturm, resti di antiche fortificazioni, risalenti al XIII secolo.

Gran parte del centro storico è stata realizzata dall'architetto e borgomastro settecentesco Dominikus Zimmermann, residente nella città.
L'aspetto urbanistico di Landsberg deve molto alla sua suggestiva posizione in riva al fiume Lech, sulla cui riva sinistra sorge una torre dall'aspetto fiabesco, chiamata Mutterturm, che fu fatta erigere a fine Ottocento dal pittore Hubert von Herkomer. Oggi la torre fa parte dell'Herkomer-Museum.

## Festività
Durante il mese di giugno, si celebra la D'Landsberger Wies'n, una festa tipica con vino, ispirata alla celebre Oktoberfest.
Ogni quattro anni (ad esempio, nel luglio del 2019) si svolge la tipica festa folcloristica del Ruethenfest. Indossando costumi tipici, i bambini di Landsberg rappresentano in pubblico alcune delle scene più significative della storia della cittadina.

## Amministrazione

### Gemellaggi
- Rocca di Papa
- Saint-Laurent-du-Var
- Hudson
- Waldheim
- Bushey
- Siófok